# Argyrotaenia alisellana
Argyrotaenia alisellana (tên tiếng Anh: White-spotted Leafroller) là một loài bướm đêm thuộc họ Tortricidae. Nó được tìm thấy ở Quebec và Maine tới Florida, phía tây đến Arkansas, phía bắc đến North Dakota.
Sải cánh dài 18–25 mm. Con trưởng thành bay từ tháng 5 đến tháng 9.
Ấu trùng ăn lá các loài Quercus.

## Hình ảnh

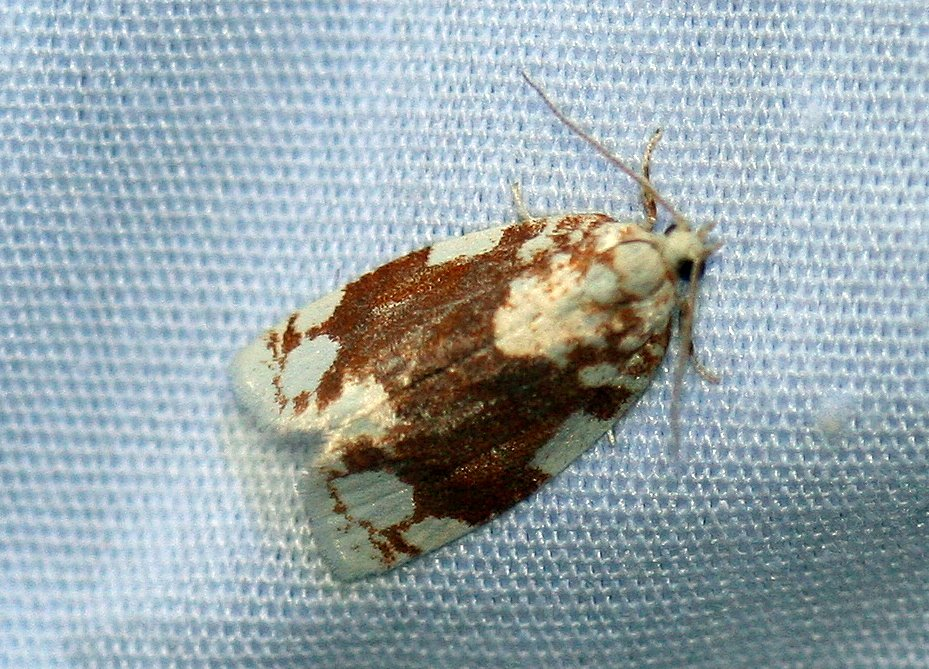